# 伊日·索博特卡
伊日·索博特卡（捷克語：Jiří Sobotka，1911年6月6日—1994年5月20日），捷克男子足球运动员，司职前锋。他曾代表捷克斯洛伐克国家队参加1934年国际足联世界杯，结果队伍获得亚军。